# Ovar (freguesia)
A Freguesia de Ovar é uma extinta freguesia portuguesa do Município de Ovar, a qual tinha 48,98 km² de área e 17 855 habitantes (2011), e, por isso, uma densidade populacional de 364,5 hab/km².
Foi extinta (agregada) em 2013, no âmbito de uma reforma administrativa nacional, tendo sido agregada às freguesias de São João de Ovar, Arada e São Vicente de Pereira Jusã para formar uma nova freguesia denominada União das Freguesias de Ovar, São João, Arada e São Vicente de Pereira Jusã com a sede em São João.
Compreendia os lugares de Ações, Boca do Rio, Brejo, Cabanões, Carregal, Cimo de Vila, Furadouro, Guilhovai, Granja, Ilha, Marinha, Moita, Ponte Nova, Ponte Reada, Ribeira, Salgueiral, Sande, S. Donato, S. Miguel, Sobral e Torrão do Lameiro.

## População
| População da freguesia de Ovar (1864 – 2011) | População da freguesia de Ovar (1864 – 2011) | População da freguesia de Ovar (1864 – 2011) | População da freguesia de Ovar (1864 – 2011) | População da freguesia de Ovar (1864 – 2011) | População da freguesia de Ovar (1864 – 2011) | População da freguesia de Ovar (1864 – 2011) | População da freguesia de Ovar (1864 – 2011) | População da freguesia de Ovar (1864 – 2011) | População da freguesia de Ovar (1864 – 2011) | População da freguesia de Ovar (1864 – 2011) | População da freguesia de Ovar (1864 – 2011) | População da freguesia de Ovar (1864 – 2011) | População da freguesia de Ovar (1864 – 2011) | População da freguesia de Ovar (1864 – 2011) |
| -------------------------------------------- | -------------------------------------------- | -------------------------------------------- | -------------------------------------------- | -------------------------------------------- | -------------------------------------------- | -------------------------------------------- | -------------------------------------------- | -------------------------------------------- | -------------------------------------------- | -------------------------------------------- | -------------------------------------------- | -------------------------------------------- | -------------------------------------------- | -------------------------------------------- |
| 1864                                         | 1878                                         | 1890                                         | 1900                                         | 1911                                         | 1920                                         | 1930                                         | 1940                                         | 1950                                         | 1960                                         | 1970                                         | 1981                                         | 1991                                         | 2001                                         | 2011                                         |
| 10.359                                       | 10.439                                       | 11.190                                       | 10.976                                       | 11.463                                       | 10.552                                       | 12.831                                       | 12.799                                       | 13.333                                       | 14.128                                       | 16.126                                       | 18.783                                       | 14.124                                       | 17.185                                       | 17.855                                       |

## Património edificado
- Casa da Família Nunes da Silva e capela
- Casa de Júlio Dinis
- Igreja Matriz de São Cristóvão
- Passos de Ovar

## Equipamentos
- Salão Paroquial de Ovar